# Yomiuri Football Club 1981
Questa voce raccoglie le informazioni riguardanti lo Yomiuri Football Club nelle competizioni ufficiali della stagione 1981.

## Stagione
Uscito al primo turno della Coppa di Lega e privato dell'apporto di Ruy Ramos a causa di un infortunio lo Yomiuri, che nel precampionato aveva visto l'avvicendamento in panchina di Shōichi Nishimura con il vice Ryōichi Aikawa, si candidò tra le pretendenti al titolo nazionale giungendo secondo a due punti dai vincitori del Fujita Kogyo e arrivò fino in fondo alla Coppa dell'Imperatore, dove rimediò una sconfitta nella finale contro il Nippon Kokan responsabile dell'eliminazione della squadra dalla Coppa di Lega.

## Maglie e sponsor
Tutte le divise della stagione precedente, prodotte dalla Puma e recanti sulla parte anteriore la scritta Yomiuri vengono confermate.
| Manica sinistra · Manica sinistra · Maglietta · Maglietta · Manica destra · Manica destra · Pantaloncini · Calzettoni | Manica sinistra · Manica sinistra · Maglietta · Maglietta · Manica destra · Manica destra · Pantaloncini · Calzettoni |  |

## Rosa
| N. |                     | Ruolo | Calciatore       |
| -- | ------------------- | ----- | ---------------- |
| 1  | Giappone (bandiera) | P     | Kiyoshi Takada   |
| 2  | Giappone (bandiera) | P     | Yoshio Nakayama  |
| 3  | Giappone (bandiera) | D     | Yasutarō Matsuki |
| 4  | Brasile (bandiera)  | D     | Jorge Toledo     |
| 5  | Giappone (bandiera) | D     | Hisashi Katō     |
| 6  | Giappone (bandiera) | C     | Yukitaka Omi     |
| 7  | Brasile (bandiera)  | C     | Jair Masaoka     |
| 8  | Brasile (bandiera)  | C     | Ruy Ramos        |
| 9  | Brasile (bandiera)  | A     | George Yonashiro |
| 10 | Brasile (bandiera)  | C     | Faiçal           |
| 11 | Giappone (bandiera) | A     | Masato Ōtomo     |

| N. |                     | Ruolo | Calciatore        |
| -- | ------------------- | ----- | ----------------- |
| 12 | Giappone (bandiera) | C     | Ryusuke Ofuchi    |
| 13 | Giappone (bandiera) | C     | Takekazu Suzuki   |
| 14 | Giappone (bandiera) | C     | Tetsuya Totsuka   |
| 15 | Giappone (bandiera) | A     | Kazuaki Hamaguchi |
| 16 | Giappone (bandiera) | A     | Shoji Wago        |
| 18 | Giappone (bandiera) | C     | Takahiro Taguchi  |
| 19 | Giappone (bandiera) | D     | Yasuyuki Kishino  |
| 20 | Giappone (bandiera) | D     | Takuro Okuda      |
| 21 | Giappone (bandiera) | D     | Satoshi Tsunami   |
| 22 | Giappone (bandiera) | A     | Yasuo Ueshima     |
| 24 | Giappone (bandiera) | P     | Takayuki Fujikawa |

## Statistiche

### Statistiche di squadra
| Competizione          | Punti | Totale | Totale | Totale | Totale | Totale | Totale | DR  |
| Competizione          | Punti | G      | V      | N      | P      | Gf     | Gs     | DR  |
| --------------------- | ----- | ------ | ------ | ------ | ------ | ------ | ------ | --- |
| JSL Division 1        | 25    | 18     | 8      | 9      | 1      | 32     | 16     | +16 |
| JSL Cup               | -     | 1      | 0      | 0      | 1      | 1      | 2      | -1  |
| Coppa dell'Imperatore | -     | 5      | 2      | 2      | 1      | 3      | 2      | +1  |
| Totale                | -     | 24     | 10     | 11     | 3      | 36     | 20     | +16 |

### Statistiche dei giocatori
| Giocatore    | JSL      | JSL  | JSL         | JSL        | JSL Cup  | JSL Cup | JSL Cup     | JSL Cup    | Coppa dell'Imperatore | Coppa dell'Imperatore | Coppa dell'Imperatore | Coppa dell'Imperatore | Totale   | Totale | Totale      | Totale     |
| Giocatore    | Presenze | Reti | Ammonizioni | Espulsioni | Presenze | Reti    | Ammonizioni | Espulsioni | Presenze              | Reti                  | Ammonizioni           | Espulsioni            | Presenze | Reti   | Ammonizioni | Espulsioni |
| ------------ | -------- | ---- | ----------- | ---------- | -------- | ------- | ----------- | ---------- | --------------------- | --------------------- | --------------------- | --------------------- | -------- | ------ | ----------- | ---------- |
| Faiçal       | 7        | 0    | 0           | 0          | ?        | ?       | ?           | ?          | ?                     | ?                     | ?                     | ?                     | 7+       | 0+     | 0+          | 0+         |
| J. Masaoka   | 2        | 0    | 0           | 0          | ?        | ?       | ?           | ?          | ?                     | ?                     | ?                     | ?                     | 2+       | 0+     | 0+          | 0+         |
| K. Hamaguchi | 6        | 0    | 0           | 0          | 0        | 0       | 0           | 0          | 4                     | 0                     | 0                     | 0                     | 10       | 0      | 0           | 0          |
| H. Kato      | 18       | 3    | ?           | ?          | 1        | 0       | ?           | ?          | 5                     | 1                     | ?                     | ?                     | 24       | 4      | ?           | ?          |
| Y. Matsuki   | 18       | 1    | ?           | ?          | 1        | 0       | ?           | ?          | 5                     | 0                     | ?                     | ?                     | 24       | 1      | ?           | ?          |
| Y. Nakayama  | 18       | -16  | ?           | ?          | 1        | -2      | ?           | ?          | 5                     | -2                    | ?                     | ?                     | 24       | -20    | ?           | ?          |
| R. Ofuchi    | 1        | 0    | 0           | 0          | 0        | 0       | 0           | 0          | 0                     | 0                     | 0                     | 0                     | 1        | 0      | 0           | 0          |
| Y. Omi       | 18       | 2    | ?           | ?          | 1        | 0       | ?           | ?          | 5                     | 0                     | ?                     | ?                     | 24       | 2      | ?           | ?          |
| M. Otomo     | 15       | 1    | ?           | ?          | ?        | ?       | ?           | ?          | ?                     | ?                     | ?                     | ?                     | 15+      | 1+     | ?           | ?          |
| R. Ramos     | 9        | 1    | 0           | 0          | 1        | 0       | 0           | 0          | 0                     | 0                     | 0                     | 0                     | 10       | 1      | 0           | 0          |
| T. Suzuki    | 4        | 0    | 0           | 0          | 0        | 0       | 0           | 0          | 2                     | 0                     | 0                     | 0                     | 6        | 0      | 0           | 0          |
| T. Taguchi   | 3        | ?    | ?           | ?          | ?        | ?       | ?           | ?          | ?                     | ?                     | ?                     | ?                     | 3+       | ?      | ?           | ?          |
| J. Toledo    | 18       | 2    | ?           | ?          | ?        | ?       | ?           | ?          | ?                     | ?                     | ?                     | ?                     | 18+      | 2+     | ?           | ?          |
| T. Totsuka   | 18       | 3    | ?           | ?          | 1        | 0       | ?           | ?          | 5                     | 0                     | ?                     | ?                     | 24       | 3      | ?           | ?          |
| S. Tsunami   | 18       | 1    | ?           | ?          | 1        | 0       | ?           | ?          | 5                     | 0                     | ?                     | ?                     | 24       | 1      | ?           | ?          |
| Y. Ueshima   | 11       | 2    | ?           | ?          | ?        | ?       | ?           | ?          | ?                     | ?                     | ?                     | ?                     | 11+      | 2+     | ?           | ?          |
| S. Wago      | 9        | 3    | ?           | ?          | ?        | ?       | ?           | ?          | ?                     | ?                     | ?                     | ?                     | 9+       | 3+     | ?           | ?          |
| G. Yonashiro | 15       | 10   | ?           | ?          | 1        | 0       | ?           | ?          | 5                     | 2                     | ?                     | ?                     | 21       | 12     | ?           | ?          |